# Aldea de la República Popular China
La Aldea o administración de Aldea (en chino:行政村, pinyin:Xíngzhèng Cūn) es una de las más bajas administraciones del país que sirve como unidad organizativa fundamental para la población rural. Las divisiones locales básicas como los barrios no son informales, como en Occidente, pero tienen límites definidos y jefes designados (uno por zona). En 2000, las aldeas densamente pobladas de China (100 personas / km²) tenían en conjunto una población superior a 500 millones y cubría más de 2 millones de kilómetros cuadrados, es decir el 20% de la superficie total de China.
En general, las áreas urbanas se organizan en comités de barrio (居民委员会), mientras que las zonas rurales se organizan en comités de aldea (村民 委员会) o grupos de aldeanos (村民 小组). Una "aldea" en este caso puede ser natural (自然村), que existe de forma natural y espontánea, o aldea administrativa (行政村), que es un ente burocrático.

## Aldea étnica
Las Aldeas étnicas (en chino:民族村,pinyin:Mínzú cūn) son distritos administrativos básico dentro de China designados para los grupos étnicos minoritarios. Las aldeas son designadas por el gobierno dentro de las regiones geográficas en las que viven los grupos minoritarios. La aprobación y el establecimiento de una aldea es lo más a menudo la responsabilidad de los gobiernos provinciales y los gobiernos de las prefecturas , sin embargo los pueblos se constituyen con diferentes parámetros de requerimientos. De acuerdo con una ordenanza local con respecto a la protección de los intereses relativos a las aldeas de los grupos minoritarios , se realiza una reunión donde el 30 % de los participantes pertenecen a un grupo minoritario ; si el gobierno local aprueba la constitución de la nueva creación , la región se designa a aldea étnica. En la provincia de Hubei , las aldeas donde las minorías representan el 50 % de la población son designadas como los pueblos de los grupos minoritarios .
En 2005, el Programa de Apoyo a las minorías étnicas con poblaciones pequeñas (2005-2010) se formuló y ejecutó , que abarca 640 aldeas de minorías étnicas diferentes como receptores de asistencia .